# Nestor Léon Marchand
Nestor Léon Marchand ( * 15 de abril de 1833 - 16 de abril de 1911) fue un doctor en medicina, farmacéutico, y botánico francés quien estudió la familia Angiospermas de Anacardiaceae y la Micología. Fue alcalde de Thiais, Francia desde 1881 a 1887.

## Biografía
Efectúa sus estudios secundarios en el Liceo de Tours, y luego se inscribe en la Escuela de Medicina y de Farmacia de esa ciudad. Terminará su escolaridad en París, sigue medicina y farmacia y de Ciencias que finaliza brillantemente, obteniendo sucesivamente los grados de licenciado en ciencias en 1860, de doctor en medicina en 1861, de farmacia de 1ª clase en 1864 y de doctor de Ciencias naturales en 1867. Será ayudante de historia natural en la Facultad de Medicina de París, y en 1869 concursa y gana ser agregado a la Facultad de Medicina y de la Escuela Superior de Farmacia, e instituido el 8 de marzo de 1869 agregado de historia natural en la Escuela Superior de Farmacia de París. Es incorporado como médico mayor en un batallón de infantería, permaneciendo en el asedio de París y durante la Comuna.

## Algunas publicaciones
- 1865. Des tiges de phanérogames, des points d'organisation: communs aux types des Monocotylédones et des Dicotylédones. Ed. J.-B. Baillière et Fils, París. 89 pp. + 3 planchas il.

- La abreviatura «Marchand» se emplea para indicar a Nestor Léon Marchand como autoridad en la descripción y clasificación científica de los vegetales.[1]